# Ramsden Bellhouse
Ramsden Bellhouse est un village et une paroisse civile de l'Essex, en Angleterre.